# قره‌پاپاق
قره‌پاپاق یکی از ایل‌های گروه قومی آذربایجانی‌ها بورچالی ساکن در استان آذربایجان غربی شهرستان نقده و برخی از نواحی همجوار در کشورهای همسایه نظیر جمهوری آذربایجان، گرجستان و ترکیه است.

## نام
نام «قره‌پاپاق» در زبان ترکی آذربایجانی به معنایِ «کلاهِ سیاه» است. این ایل همچنین با نامِ عربیِ «تَراکَمه» (که از لحاظ واژگانی، جمعِ مکسرِ «ترکمن» است) نیز شناخته می‌شود.